# 鄂樂舜
鄂樂舜（穆麟德轉寫：ološūn；？—1756年），西林覺羅氏。初名鄂敏，字鈍夫，號筠亭。滿洲鑲藍旗人。清朝政治人物，进士出身。

## 生平
鄂爾泰從子，原名鄂敏。雍正八年（1730年）中進士，改翰林院庶吉士，散館授編修。秋讞侍班，因刑部侍郎王國棟牽連奪官。逾年之後，復官編修。乾隆二年（1737年），出知江西瑞州府，累遷湖北布政使。上命其更名鄂樂舜。遷甘肅巡撫，移任浙江，修海塘。不久，移官安徽，又移山東，尚未成行，被浙江按察使富勒渾密劾在浙江時，布政使同德為婪索鹽商銀八千，上命侍郎劉綸、浙閩總督喀爾吉善前往按治。經查實，逮鄂樂舜至京師，賜自盡。《清史稿》有傳。